# The White Room
A The White Room a The KLF nevű brit együttes 1991-ben megjelent nagylemeze, az utolsó, amely a feloszlásuk előtt megjelent.

## Története
Eredetileg a hasonló című útifilm soundtrack-lemeze lett volna, és már 1989-ben meg kellett volna jelennie, de végül ez pénzhiány miatt meghiúsult (és a filmet se adták ki). Mire az album megjelent, számait már ismerte a nagyközönség, korábbi kislemezekről, ezért a lemezen azok remixelt változatai kaptak helyet.
Amikor látszódott, hogy az útifilm költségei messze meghaladják a kereteket, a KLF kitalálta, hogy gyorsan kiad egy kislemezt, hogy a bevételekből folytathassák a munkát. Sajnos az új szám, a "Kylie Said To Jason", nem lett átütő siker, így a filmről végül le kellett mondani. Viszont időközben megjelent a "What Time Is Love?" valamint a "Last Train To Trancentral", melyek óriási sikert arattak. Elhatározták, hogy a trance irányvonalát fogják követni, és saját stílusukat elkeresztelték stadium housenak. Ennek szellemében remixelték az összes korábbi szerzeményüket is, így eshetett meg, hogy korábban már sikert aratott slágereket adtak ki még egyszer, csak épp más verzióban.
Az album szerepel az 1001 lemez, amit hallanod kell, mielőtt meghalsz című könyvben.
2021-ben megjelent a streaming-szolgáltatók oldalain a "The White Room (Director's Cut)", amely az eredeti koncepció módosított változata.

## Az album dalai

### Az eredeti koncepció
|     | Cím                 | Hossz |
| --- | ------------------- | ----- |
| 1.  | Kylie Said to Jason | 4:05  |
| 2.  | 3 a.m. Eternal      | 4:24  |
| 3.  | Go to Sleep         | 3:44  |
| 4.  | Make It Rain        | 3:43  |
| 5.  | Church of the KLF   | 3:58  |
| 6.  | No More Tears       | 3:26  |
| 7.  | Build a Fire        | 5:02  |
| 8.  | The Lover's Side    | 4:24  |
| 9.  | The White Room      | 4:31  |
| 10. | Born Free           | 3:02  |

### Albumváltozat[4]
|    | Cím                                                 | Hossz |
| -- | --------------------------------------------------- | ----- |
| 1. | What Time Is Love? (LP mix)                         | 4:37  |
| 2. | Make It Rain                                        | 4:06  |
| 3. | 3 a.m. Eternal (koncertfelvétel)                    | 3:14  |
| 4. | Church of the KLF                                   | 1:42  |
| 5. | Last Train to Trancentral (koncertfelvétel; LP mix) | 6:04  |
| 6. | Build a Fire                                        | 4:39  |
| 7. | The White Room                                      | 5:14  |
| 8. | No More Tears                                       | 9:24  |
| 9. | Justified and Ancient                               | 4:43  |

### Director's Cut
|     | Cím                                              | Hossz |
| --- | ------------------------------------------------ | ----- |
| 1.  | Go To Sleep                                      | 3:16  |
| 2.  | Make It Rain                                     | 3:49  |
| 3.  | Madrugada Eterna (Club Mix)                      | 3:02  |
| 4.  | Church of the KLF                                | 1:43  |
| 5.  | Last Train To Trancentral (da Force, Over & Out) | 5:50  |
| 6.  | Build A Fire                                     | 4:42  |
| 7.  | The White Room                                   | 3:47  |
| 8.  | No More Tears                                    | 9:22  |
| 9.  | The Lover's Side                                 | 3:55  |
| 10. | Justified & Ancient (Black Steel Joins The JAMs) | 4:44  |

## Közreműködők

### Előadók
- Jimmy Cauty – producer, előadó, programozás
- Bill Drummond – producer, előadó, ének, programozás

### További előadók
- Nick Coler – billentyűk, további programozás; háttérvokál (3 a.m. Eternal)
- Maxine Harvey – ének, háttérvokál (kivéve What Time Is Love?, Justified and Ancient)
- Black Steel – ének, halandzsa; basszusgitár (No More Tears, Justified and Ancient), zongora (No More Tears)
- Ricardo Lyte – rap (3 a.m. Eternal és Last Train to Trancentral)
- Isaac Bello – rap (What Time Is Love?)
- Tony Thorpe – breakek, sample-ök
- Duy Khiem – tenorszaxofon (Make It Rain), klarinét (The White Room)
- Graham Lee – pedal steel gitár (Build A Fire)
- P. P. Arnold